# Bayasanghori Shâhnâmeh
El Bayasanghori Shâhnâmeh, o Llibre dels reis de Bayasanghor, és un antic manuscrit il·lustrat que recull el text del Shahnâmeh o Llibre dels Reis, l'epopeia nacional de la Gran Iran. Aquest manuscrit es començà el 1426 per ordre de Ghiyath al-Din Baysonghor Mirza, net de Tamerlà, i s'acabà el 1430, quatre anys més tard. El manuscrit, decorat amb 21 miniatures, es conserva en el museu del Palau de Golestan de Teheran, i es considera una obra mestra de la miniatura persa.

## Història del manuscrit
El colofó indica que el treball, encarregat el 1426, conclogué el 30 de gener del 1430. Fou encarregat per Ghiyath al-Din Baysonghor l, príncep timúrida, fill de Xah Rukh, fill de Tamerlà, conegut pel seu gust per les arts. Fou escrit pel cal·lígraf Maulana Ja'far Baysunghuri i una nota indica el nom de dos pintors: Mulla ʿAlī i Amīr Ḵalīl. La unió fou realitzada per Mawlānā Qīām-al-Dīn. És un dels manuscrits il·lustrats més antics i més complets del Shah Nâmeh.
Es conserva hui al museu del Palau de Golestan de Teheran.
Es troba dins el Programa Memòria del Món d'herència cultural de la UNESCO.

## Descripció
El manuscrit consta de més de 700 pàgines, que representen entre 58.000 i 60.000 estrofes escrites en nastaliq. Estan escrites en 6 columnes i 31 fileres. El text no ha estat pas copiat d'un sol manuscrit, sinó que s'ha format a partir d'unes quantes fonts. L'idioma s'ha modernitzat i els versos s'han afegit en comparança amb versions anteriors. La introducció, que presenta el poema i l'autor, conté errors sobre algunes figures històriques.

El gran interés del manuscrit rau en la decoració. El mateix està escrit diverses vegades en tinta d'or. Les primeres pàgines de la introducció, així com la primera i darrera pàgina del text s'envolta amb marges de decorat. El títol del manuscrit i el nom del propietari estan inscrits en un medalló de cal·ligrafia en el principi del volum. Està decorat amb 21 miniatures que il·lustren el text, realitzades per pintors de l'Escola d'Herat, en una pàgina completa o la meitat d'una pàgina, i una pàgina doble completa en la introducció. Conté representacions realistes dels palaus, ricament decorats, envoltats de paisatges molt estètics. N'hi ha molts animals dibuixats, amb colors com el roig, verd, marró, negre i blanc, així com l'or.

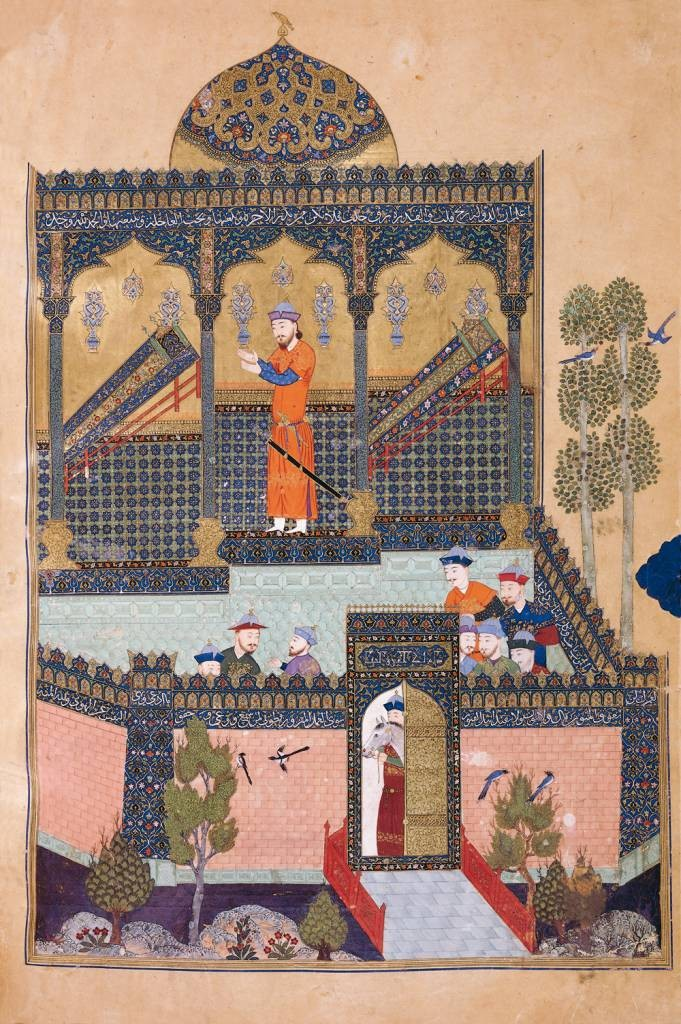
Faramarz du el cos de Rustam i Zavara al Zaboulistant, p. 429
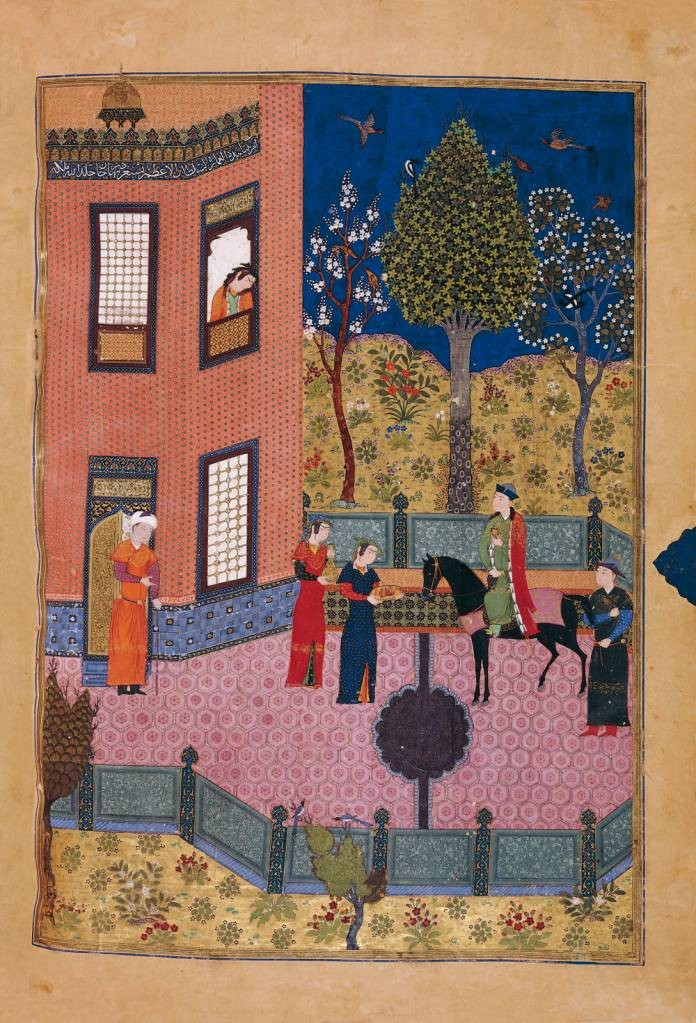
Gulnar veu Ardash i s'enamora d'ell, p. 469
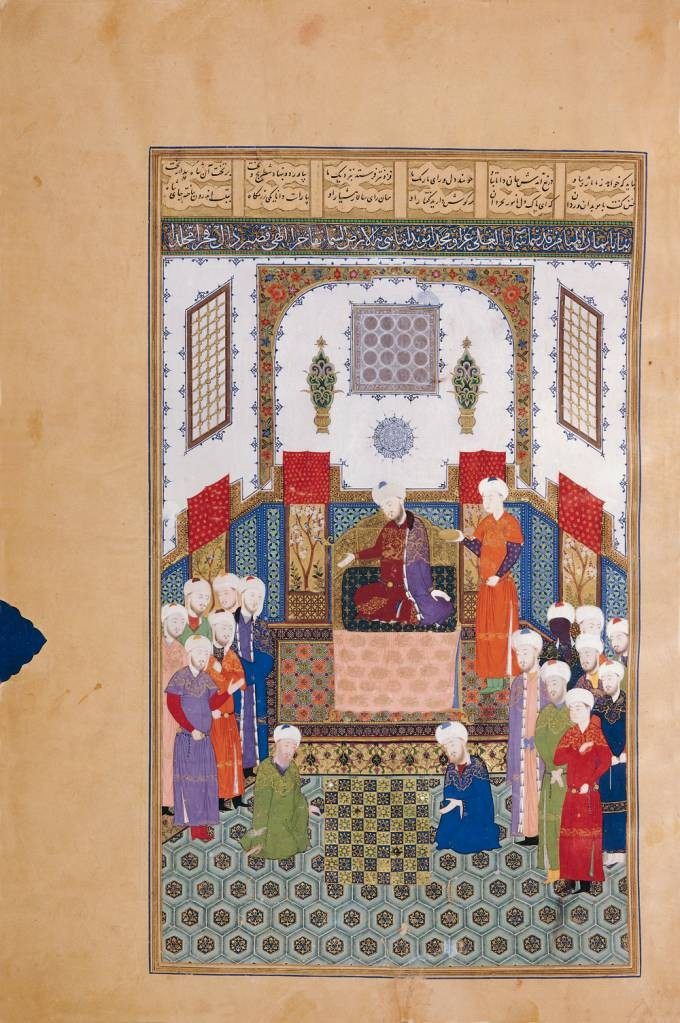
Buzurjmihr mostra com jugar als escacs, p. 572

La miniatura del frontispici, a doble cara, presenta una escena de cacera reial, amb una composició organitzada d'animals, cortesans, seguidors i músics. El príncep hi apareix sota una ombrel·la a la part superior dreta de l'escena, i pot ser un retrat de Baysonghor. El nombre de miniatures del manuscrit no és massa gran en comparança amb altres grans manuscrits imperials, com ara el Shah Nâmeh Demotte (180 miniatures) o el <i>Gran Shah Nameh de Shah Tajmasib</i> (258). Així com el Demotte Sháh Nameh i el Sháh Nameh de Shah Tahmasp, el Baysonghor Sánameel és un dels més importants i famosos manuscrits del Llibre dels Reis o Shâh Nâmeh. Aquests incorporen molts patrons que ja existeixen en altres manuscrits il·luminats del període de timúrida.
- Shah Nâmeh o El Llibre dels Reis
- Miniatura persa